# Tisha Volleman
Tisha Volleman (Eindhoven, 26 oktober 1999) is een Nederlandse turnster.
Ze nam deel aan het het Wereldkampioenschap van 2015 waar ze een achtste plaats behaalde met het team en zich zo kwalificeerde voor de Olympische Zomerspelen in 2016.

## Loopbaan

### Junior
Ze begon haar jeugd bij ARS in Eindhoven. Ze had een oudere zus dit ook turnde. Op haar zesde zei ze tegen haar coach dat ze de beste van de wereld wou worden.
Haar internationaal debuut was op de Leverkusen Cup in Duitsland in 2013 waar ze 15de werd met het team en 16de op de meerkamp.
Het jaar daarom nam ze in Sofia deel aan het Europees Kampioenschap waar ze met het team een negende plaats behaalde. Op het Nederlands Kampioenschap behaalde ze goud op de meerkamp en de vloer oefening en zilver op de brug. Ze nam dat jaar ook terug deel aan de Leverkusen Cup, ze won er brons op de brug, een vierde plaats met het team, een vijfde op de meerkamp en balk, een zevende op de sprong en een tiende plaats op de vloer. Het laatste grootte tornooi van dat jaar was het Tornoi Combs-la-Ville in Frankrijk waar ze won op de brug en op de vloer zilver. Op de meerkamp behaalde ze een vierde plaats en een achtste met het team.

### Senior

#### 2015
Op het Nederlands Kampioenschap van 2015 nam ze voor het eerst deel als senior, Volleman won zilver op de vloer oefening en brons op de meerkamp en balk. Op de Dutch World Team Trials plaatste ze zich op de 9de plaats op de meerkamp. Vervolgens nam ze deel aan een vriendschappelijke wedstrijd met turnsters van uit Groot-Brittannië en Nederland. Hier behaalde ze brons op de grond en een zevende plaats op de meerkamp. Ze werd geselecteerd voor het Wereldkampioenschap.
Door de bijdrage van Volleman in het Nederlands team wisten ze een achtste plaatst te veroveren. Door deze prestatie veroverde het team een rechtstreeks ticket voor de Olympische Spelen in Rio. Het was sinds 1976 geleden dat een Nederlands turn team zich wist te kwalificeren voor Olympische Spelen.

#### 2016
Ze startte het seizoen op de American Cup in New Jersey. Ze deed het goed op de eerste drie toestellen maar door een val op de vloer eindigde ze op een achtste plaats. In mei nam ze deel aan het IAG SportEvent waar ze brons won op meerkamp, brug en op de vloer oefening. Verder behaalde ze een vierde plaats op sprong en balk. In juni stond het Europees Kampioenschap in Zwitserland op het programma. Ze kon zich niet plaatsen voor een finale. In juni op het Nederlands kampioenschap  won ze zilver op de sprong en behaalde ze een zesde plaats op de brug, tiende op de balk en een 14de plaats op de meerkamp.

#### 2017
In maart nam ze terug deel aan de America cup. Ze trad op als vervangster van Mara Titasolej die oorspronkelijk Eythora Thorsdottir verving. Tijdens zowel de brug als de vloer oefening viel Volleman, maar deed het wel goed op de twee andere toestellen, waardoor ze zevende eindigde op de Meerkamp finale. In april eindigde ze opnieuw zevende op de meerkamptijdens de Wereldbeker in Londen. Later in die maand nam ze in Roemenië aan het Europees kampioenschap, waar ze achtste werd op de meerkamp.
In juni nam ze deel aan het Nederlands kampioenschap ze kwalificeerde ze voor alle  finales behalve op de brug en werd kampioen op alle vier (meerkamp, balk, vloer, sprong). In oktober ging ze naar Montreal, Canada voor het Wereldkampioenschap. Hier nam ze enkel deel aan de sprong en de vloer oefening maar kon zich niet plaatsen voor een finale.

#### 2018
Volleman begon haar seizoen op de wereldbeker in Stuttgart in maart. ze nam deel aan de meerkamp zowel individueel als met het team. Het team kon zich niet plaatsen voor een finale, maar individueel behaalde ze een zesde plaats. In april zou ze normaal deelnemen aan de Wereldbeker in Tokio, maar door een blessure de dag voor de wedstrijd moest ze forfait geven. Voor de Nederlandse kampioenschappen in juni was Volleman hersteld. Ze behaalde zelfs goud op sprong en op de vloer, brons op de meerkamp en een zesde plaats op de brug. De maand er op nam ze deel aan de Thialf Summer Challenge waar ze een tweede plaats met het team behaalde en een twaalfde plaats op de meerkamp. Hierna reisde ze naar Glasgow voor het Europese kampioenschap, hier behaalde ze brons met het team en een zevende plaats in de sprong finale. Na het EK ging ze in oktober naar Doha voor het Wereldkampioenschap maar hier wist ze geen enkele finale te halen. In december ging ze naar Spanje voor de Joaquim Blume Memorial. Hier behaalde ze goud op de vloer, brons op de sprong een vierde plaats op de brug, een vijfde plaats op de meerkamp en een zevende plaats op de balk.

#### 2019
Op de Team Challenge op de Wereldbeker in Stuttgart behaalde ze een derde plaats met het team. In april nam ze in Szczecin deel aan het Europese Kampioenschap. Hier nam ze deel aan de meerkamp waar ze een dertiende plaats behaalde. Op het Wereldkampioenschap in oktober eindigde ze met het team op de achtste plaats en waren zo geplaatst voor de Olympische Spelen in Tokio. Op haar laatste grote wedstrijd van het jaar op de Wereldbeker in Cottbus in november eindigde ze zesde op de vloeroefening.

## Palmares

### Senior
| Jaar | Wedstrijd                  | Meerkamp | Meerkamp | Onderdeel | Onderdeel | Onderdeel | Onderdeel |
| Jaar | Wedstrijd                  | Indiv.   | Team     |           |           |           |           |
| ---- | -------------------------- | -------- | -------- | --------- | --------- | --------- | --------- |
| 2019 | Wereldbeker                |          |          |           |           |           | 6         |
| 2019 | Wereldkampioenschap        |          | 8        |           |           |           |           |
| 2019 | Europees Kampioenschap     | 13       |          |           |           |           |           |
| 2019 | Wereldbeker                |          | Brons    |           |           |           |           |
| 2018 | Joaquim Blume Memorial     | 5        |          | Brons     | 7         | 4         | Goud      |
| 2018 | Europees Kampioenschap     |          | Brons    | 7         |           |           |           |
| 2018 | Thialf Summer Challenge    | 12       | Zilver   |           |           |           |           |
| 2018 | Nederlands Kampioenschap   | Brons    |          | Goud      |           | 6         | Goud      |
| 2018 | Wereldbeker                | 6        |          |           |           |           |           |
| 2017 | Nederlands Kampioenschap   | Goud     |          | Goud      | Goud      |           | Goud      |
| 2017 | Europees Kampioenschap     | 11       |          |           |           |           |           |
| 2017 | Wereldbeker                | 7        |          |           |           |           |           |
| 2017 | AT&T American Cup          | 7        |          |           |           |           |           |
| 2016 | Nederlands Kampioenschap   | 14       |          | Zilver    | 10        | 6         |           |
| 2016 | IAG SportEvent             | Brons    |          | 4         | 4         | Brons     | Brons     |
| 2016 | AT&T American Cup          | 8        |          |           |           |           |           |
| 2015 | Wereldkampioenschap        |          | 8        |           |           |           |           |
| 2015 | Vriendschappelijke NED-GBR | 7        |          |           |           |           | Brons     |
| 2015 | Dutch World Team Trials    | 5        |          |           |           |           |           |
| 2015 | Nederlands Kampioenschap   | Brons    |          |           | Brons     |           | 2         |

### Junior
| Jaar | Wedstrijd                | All around | All around | Onderdeel | Onderdeel | Onderdeel | Onderdeel |
| Jaar | Wedstrijd                | Indiv.     | Team       |           |           |           |           |
| ---- | ------------------------ | ---------- | ---------- | --------- | --------- | --------- | --------- |
| 2014 | Tournoi Combs-la-Ville   | 4          | 5          | 4         |           | Zilver    | Zilver    |
| 2014 | Leverkusen Cup           |            |            |           |           | Brons     |           |
| 2014 | Nederlands Kampioenschap | Goud       |            |           |           | Zilver    | Goud      |
| 2014 | Europees Kampioenschap   |            | 9          |           |           |           |           |
| 2013 | Leverkusen Cup           | 16         | 5          |           |           |           |           |

## Muziek
- 2017 - "Mutation" van Cirque du Soleil
- 2018 - "Balade Au Bout D'une Echelle" van Cirque du Soleil